# Клімешть (Нямц)
Клімешть, Клімешті (рум. Climești) — село у повіті Нямц в Румунії. Входить до складу комуни Феурей.
Село розташоване на відстані 279 км на північ від Бухареста, 28 км на схід від П'ятра-Нямца, 69 км на південний захід від Ясс.

## Населення
За даними перепису населення 2002 року у селі проживали 364 особи, усі — румуни. Рідною мовою 363 особи (99,7%) назвали румунську.